# المطمر (أسيوط)
قرية المطمر هي إحدى القرى التابعة لمركز ساحل سليم في محافظة أسيوط في جمهورية مصر العربية. حسب إحصاءات سنة 2006، بلغ إجمالي السكان في المطمر 8289 نسمة، منهم 3987 رجل و4302 امرأة.